# Nacionalisme cors

Bandera de Còrsega (tradicional; 1755-1769; 1980-)

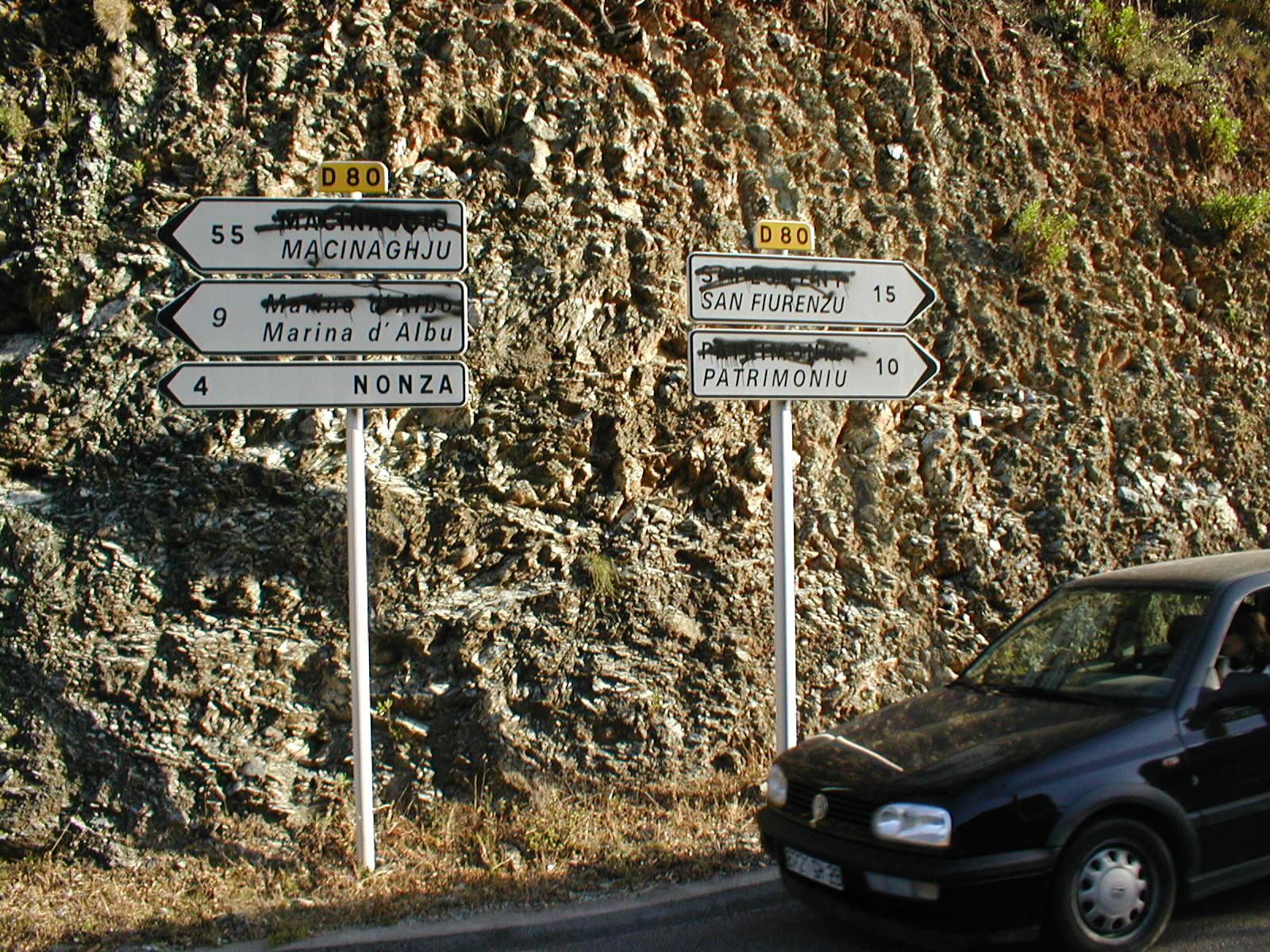
Pintades de nacionalistes corsos

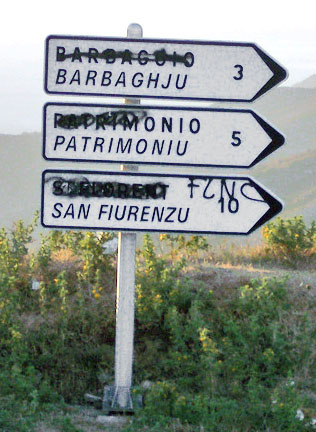
Cartells amb la inscripció en italià esborrada

Nacionalisme cors és un corrent social, cultural i polític que proposa el reconeixement de Còrsega com a nació.

## Antecedents històrics
Còrsega assolí la independència de Gènova el 1729 de la mà dels primats de Còrsega Carlo Francesco Raffaelli (nomenat generalissimo), Andrea Colonna, Luigi Giafferi (1663-1748), Ghjacintu Paoli (1690-1768) i Andria Ceccaldi. El 1736 s'hi proclamaria rei l'aventurer alemany Theodor von Neuhoff, qui va promulgar una constitució i adoptà l'himne nacional Diu vi Salvi Regina, però el nou estat no es consolidà fins a la presa del poder per Pascal Paoli el 1755, qui proclamà la República de Còrsega. Aquests, entre altres mesures, va fer redactar una Constitució, una Cunsulta (poder legislatiu) escollida per sufragi universal, òrgan sobirà que controla al Generale i que elabora lleis, el pressupost i escull un govern per majoria de dos terços. El 1762 també edità el primer diari en cors, Ragguagli dell'Isola di Corsica, el 1765 creà una universitat a Corte i adoptà l'himne de Neuhoff i la bandera de cap de moro.
El 1768 fou incorporada a França, però el record de les reformes de Paoli, qui tornà a dirigir l'illa sota protectorat britànic de 1790 a 1796, es mantindria durant anys, i seria reivindicada pels sectors progressistes de l'illa.
Durant alguns anys es produïren alguns intents d'alliberar l'illa per part d'exiliats. El 1799 Buttafoco i Mario Peraldi, adversaris de Bonaparte, amb suport del tsar de Rússia Alexandre I, intentaren un desembarcament a l'illa, però foren vençuts pels generals Ambert i Cervoni, qui després de la repressió decretaren una amnistia. L'octubre del 1800 Colonna-Cesari desembarcaria a Còrsega amb un grup d'exiliats, ocuparen Porto Vecchio i setjaren Sartène de l’11 al 18 d'octubre. L'intent fracassà i la repressió fou brutal, de tal manera que fins al 1811 el general Morand va dur a terme una política de terror a l'illa que provocà nombrosos aixecaments populars.
Durant el segle xix la política local fou dominada pels clans de grans famílies, que canalitzà els sentiments nacionals a favor del seu control, alhora que també es feien endèmics el bandidisme i les revenges (vindetta). En la primera meitat del segle xix les tendències polítiques dels nacionalistes corsos oscil·laren entre l'irredemptisme italià (Leonetto Cipriani) i el bonapartisme (Louis Honoré Arrighi de Casanova).

## Primer nacionalisme
El 1896 Santu Casanova fundaria la revista A Tramuntana, que si bé era de caràcter cultural, també serví per denunciar la situació conflictiva de Còrsega, assenyalant com a culpables l'Estat francès i el clanisme. Alhora, molts corsos emigrats a Marsella editaren algunes revistes en cors on es fan ressò de les primeres reivindicacions. El 1909 intentaren convocar un Congrés a Corte, però sense èxit. El setembre de 1920 els germans Mattei i Petru Rocca fundaren la revista A Muvra de caràcter polític i nacionalista, pretenia ser una plataforma política amb suport dels nacionalistes alsacians i bretons. Fruit d'això fou la creació el 1922 del Partit Cors d'Acció, a imitació del Partit Sard d'Acció, amb el que mantenia relacions força cordials. Era format per periodistes, literats de classe mitjana i de diferents orígens ideològics, sacerdots, funcionaris i professionals liberals. La seva ideologia era, però, imprecisa, partidaris d'una autonomia administrativa dins de França tot seguint l'estratègia política dels nacionalistes alsacians, però se situà en el centre de moviment de recuperació de la llengua corsa. El 1927 tenia 17 seccions locals, 13 d'elles a Còrsega. Aquell mateix any es transformà en Partit Cors Autonomista d'ideologia més precisa: Còrsega és una nació amb un passat gloriós, (nacionalitat definida per la història, llengua i trets racials), que entrà en decadència per la conquesta francesa, però que havia de renàixer tot apel·lant als 14 punts de Wilson, i reclamen autonomia administrativa i política. Des de 1932, però, fou fortament infiltrat per elements irredemptistes italians finançats pel govern feixista de Benito Mussolini.
El PCA intentà mostrar-se neutral davant l'irredemptisme i celebraria el 1934 uns Estats Generals de Còrsega a Ajaccio, repetits a Bastia el 1935, que pretenien ser una mena de reedició de les antigues assemblees de l'època genovesa o de les cunsulte del segle xviii, i on Petru Rocca proposaria l'elaboració d'una constitució corsa i la declaració d'una resistència fiscal vers França. Però quan la Itàlia feixista reclamà Còrsega com a part seva el 1936, el PCA li donà suport. Això provocaria la seva prohibició i la clausura de la revista A Muvra el 1939.
Tot i que França es va rendir el 1940, Còrsega no fou entregada a Itàlia fins al 1942. I malgrat la passivitat durant tota l'ocupació dels corsistes, el moviment restà força desprestigiat. En acabar la guerra, tots els corsistes foren jutjats i depurats, encara que la gran majoria se n'havien mantingut al marge. Finalment, només foren jutjats per col·laboració 40 corsos, i d'ells només 14 irredemptistes, entre ells Petru Rocca, condemnat a 15 anys de presó per ser considerat admirador i col·laborador de Mussolini.

## La represa (1950-1960)
El nacionalisme de la postguerra s'hagué d'enfrontar a l'estigma del profeixisme col·laboracionista que el desprestigiava d'entrada, i fins als anys seixanta continuaria com a llegat cultural i reivindicació idiomàtica (tot i que no articularen una proposta normativa lingüística convincent, i que no pogueren invertir el procés de desaparició lingüística per manca de transmissió intergeneracional). Tanmateix, es manté la identitat col·lectiva corsa, facilitada per la insularitat, però compatible amb la ciutadania francesa i el sistema de clans, que permetia mantenir la representació dels interessos corsos per vies clientelistes tot penetrant a l'estructura dels partits francesos a Còrsega i afavorint la cooptació dels membres de l'elit cors a dins l'administració francesa. Per tal de reviscolar l'economia mitjançant el desenvolupament del turisme i millora de l'agricultura a través de la modernització. Es va crear aleshores una Societè d'Economie Mixte peur la Mise en Valeur Agricole de la Corse (SOMIVAC), mercè el qual es recuperaren terres i es concediren terres a repatriats d'Algèria.
El 1959 es formà el primer moviment d'oposició anticolonial, Moviment 29 de Novembre, amb base a Ajaccio, que pretenien la modernització de l'illa però sense qüestionar l'estat francès. El 1960 un grup d'estudiants corsos a París, encapçalats per Ch. Santoni i G. Poli fundaren Unió Corsa, que des del 1963 prendrà el nom d'Union Corse-l'Avenir. Alhora, se celebrà a Corte el I Congrés de la Unió Nacional d'Estudiants Corsos, i el 1962 convocaren una manifestació a París per demanar la universitat corsa. El 1964 es fundaria el Comité d'Etudes pour la Défense et Intérêts de la Corse (CEDIC), pels germans Max i Edmond Simeoni, joves burgesos insulars establits a Bastia influïts per Robèrt Lafont que observaven les injustícies que comportava la balearització de Còrsega. Reclamaven, com a mínim, la descentralització administrativa per tal de protegir Còrsega, però des d'una perspectiva conservadora. També es formaria a Ghjuvine Corsica/Jeune Corse.
El 1966 la Unió Corsa s'uniria als grups CEDIC i Jeune Corse per formar el Front Regionalista Cors (FRC), dirigit per l'independentista Sanguinetti. El 1967 s'hi escindí l'Acció Regionalista Corsa (ARC), dirigida pels germans Max i Edmond Simeoni, que reclamen més autonomia en la gestió dels recursos. El 1969 posaran algunes bombes a locals del SOMIVAC i van obtenir algun ressò electoral a les eleccions cantonals de 1970. El 1971 publicaren el manifest Main basse sur une île… i el 1973 canviaren el nom del grup per Acció pel Renaixement Cors (ARC), mentre que una part del grup, dirigida per Dominique Alfonsi, fundarà el Partit del Poble Cors, que reclama més autonomia. Els més nacionalistes crearen la Unione di a Patria, que el 7 de gener del 1973 llença la Chjama di Castellare, on afirmen que cal que desapareguin les diferències entre els clans per tal d'assolir la unitat d'acció, ja que l'enemic és l'Estat francès, tot reclamant autonomia i el reconeixement del fet nacional cors.

## Naixement del FLNC
El 3 de gener de 1974 es dona a conèixer amb 9 explosions alhora el Fronte Paisanu Corsu de Liberazione (FPLC), grup armat fundat l'octubre del 1973, però amb pocs militants, que demana la creació d'un estat cors sobirà i la retirada dels grangers francesos recentment establerts. El 22 de març del mateix any apareixeria un altre grup, Ghjustizia Paolina, qui farà explotar un avió d'Air France a Bastia. Aquestes accions provocaran, per una banda, la radicalització d'ARC que portarà als fets d'Aléria de 1975, i per l'altra l'aparició de grups parapolicials com el Front d'Action Nouvelle Contre l'Independance et l'Autonomie (FRANCIA) per tal d'actuar contra els nacionalistes corsos. Això provocarà alhora la radicalització de l'ARC que la durà als fets d'Aleria de 1975.
El 4 de maig del 1976, després d'una nuit bleue (incendis i estralls), es crearà el Fronte di Liberazione Naziunale di Corsica (FLNC), que reagrupa FPLC i CP i aspira a una coalició interclassista unit pel dret a l'autodeterminació i el pas del complex turístic a mans corses. Adopta el marxisme-leninisme i aspiren a la completa independència de Còrsega, si cal amb l'ús de la propaganda armada, i es finança amb l'anomenat impost revolucionari. El seu primer cap fou l'exlegionari Ghjuvan-Paolo Roesch fins a la seva detenció el 1979. Editen el diari U Rebellu (El rebel) i popularitzaran el lema A Populu fattu bisogna à marchja. Paral·lelament, crearen A Riscossa, comitè de suport als presos del grup, i l'organització fenemina Donne Corse. També disposaven d'un codi amb els periodistes locals per autentificar els resultats i per advertir les víctimes del torn de pagar l’impost revolucionari. Des del 1977 van intentar internacionalitzar el conflicte, però els contactes amb altres grups semblants europeus (IRA, ETA, FLB) no prosperaren.
A finals del 1980, de 119 militants corsos jutjats, 52 restarien en llibertat provisional, 27 reberen condemnes de presó llargues, i 34 restaven encara a la presó pendents de judici. Però les condemnes a presó imposades a París no van minvar la violència del grup tant a Còrsega com a Niça. El 1980 van segrestar i van posar 463 bombes, entre elles a l'Hôtel de Ville de París; i uns 30.000 nacionalistes es manifestaren a Ajaccio per demanar la llibertat dels corsos empresonats. El 2 d'abril del 1981 provocà l'explosió d'un artefacte a un avió a l'aeroport d'Ajaccio 10 minuts després de l'aterratge de l'avió del president francès Valéry Giscard d'Estaing, tot provocant un mort i vuit ferits; poc després decretaren una treva unilateral i iniciaren un diàleg, a l'espera dels resultats de les noves eleccions presidencials, ja que François Mitterrand ha promès amnistia per als presos corsos.

## El camí a l'autogovern
El 1977, de les restes de l'ARC, es fundà la Unió del Poble Cors (UPC), de caràcter autonomista. El FLNC, per la seva banda, decidí potenciar un braç polític des del 1981, tot creant la Cuncolta di i Cumitati Naziunalisti (CCN), de caràcter assembleari com a expressió dels moviments nacionalistes de base i que reivindica la independència; alhora es crea`el Sindicat dels Treballadors Corsos (STC), que aquell any obté el 17% dels vots a les eleccions sindicals corses (el segon sindicat més votat a l'illa) i tindrà certa força en els sectors turístic i comercial, i l'Assoziu di I Parenti Corsi, que obtingueren 10 representants als consells escolars el 1984 i passarien a 140 el 1988. Alhora, assoliren l'obertura de la Universitat de Corti.
Durant les eleccions presidencials del 1981 el FLNC mantingué una treva unilateral i la UPC recomanà votar Mitterrand. Un cop guanyà les eleccions, el 4 d'agost decretà una amnistia parcial per a cent presos corsos, i sense consulta popular prèvia, nomenà B. Leccia com a redactor del futur Estatut particular que regirà la futura autonomia, previ consell dels representants d'estructures i organitzacions estatals ja existents. Se suprimí la cort de seguretat de l'estat, aparell repressiu, però encara es denunciaren frau al cens electoral, i tampoc es retirarà la Legió Estrangera Francesa de l'illa. Finalment, el 23 de novembre, el parlament francès aprovaria el futur estatut de l'illa, encara més retallat si cap, i redactat per Gaston Defferre. Aquest es caracteritza per:
- Creació d'una Assemblea de 61 membres escollits per un període de sis anys, que nomenaran un president i només faran propostes de llei. Les lleis les dictarà el primer ministre francès, qui també tindrà la facultat de poder dissoldre l'Assemblea quan escaigui.
- El poder executiu el detindran el president, 10 vicepresidents i sis consellers. Hi haurà una circumscripció electoral única per a l'illa.
- L'article 2 de l'estatut assenyala el compromís amb la cultura corsa. Tanmateix, el cors no serà cooficial, encara que s'ensenyarà a l'escola.
- El reconeixement de l'existència del Poble Cors com a col·lectivitat regional, però no diferenciada del francès.
- Tindran competència en la gestió i recaptació d'alguns tributs, però no tindran un règim fiscal propi.

Es convocaren les eleccions a l'Assemblea de Còrsega de 1982, on UPC va obtenir el 10,61% dels vots i 7 escons, i el PPC el 2,12% i un escó. El 21 d'agost de 1982 el FLNC donà per acabada la treva, alhora que apareixen els grups parapolicials Mouvement Corse Français Libre (MCFL) i FRANCIA. Durant el 1983 es produïren tensions internes a l'Assemblea de Còrsega per les contínues interferències del govern central, per la manca de pressupost i la poca iniciativa que se la deixa, i la desaparició de Guy Orsoni el 17 de juny de 1983, que provocà un acte de represàlia del FLNC. El juny de 1984 es convocaren noves eleccions a l'Assemblea de Còrsega, on el Moviment per l'Autodeterminació (MPA), independentista, va obtenir el 5,3% i tres escons, mentre que la UPC va obtenir el 6,2% i tres escons.

## Institució del nacionalisme
A les eleccions cantonals de 1985 els partits nacionalistes van perdre representació i vots (7,44%). Per aquest motiu, a les eleccions regionals de 1986 UPC i MPA van presentar la candidatura conjunta Unità Naziunalista (UN), que va obtenir 13.997 vots (8,97%) i sis escons. París va respondre il·legalitzant el MPA el 1987; aleshores Pierre Poggioli va fundar el nou grup A Cuncolta Naziunalista (ACN), considerat la vitrina legal del FLNC, mentre que el 1988 la UN substitueix UPC com a partit polític. A les eleccions cantonals van obtenir 50 regidors a tota l'illa, d'ells 5 a Ajaccio, on obtingueren el 23,9% dels vots. I a les legislatives del 12 de març del 1988 obtingueren el 7,09% dels vots.
El gener del 1989 el FLNC va anunciar una treva, però alguns sectors del grup no l'acceptaren, cosa que a la llarga provocaria la divisió del Front el 1990 entre el FLNC-Canal Habitual i el FLNC-Canal Històric. El 7 de febrer del 1989 UPC i ACN formaren la coalició Per una Avvene Corsu (Per un futur cors), i pel juny s'uniren electoralment als Verds, que posaren Max Simeoni com a cap de la llista Europe de l'Ecólogie, des Peuples et des Nations a les eleccions europees del 1990, que obtingué a tota França el 15,5% dels vots i un escó d'eurodiputat per a Simeoni.
El 16 de gener del 1990 Michel Rocard i Pierre Joxe anunciaren l'elaboració d'un nou estatut per a Còrsega, explicat al públic el 23 de maig: inclou major autonomia, més facultats legislatives i el reconeixement de l'existència del Poble Cors. Malgrat la proclama de l'Assemblea de Còrsega a favor de la "unitat nacional" de França feta l’11 de maig, entre el 15 i el 23 de novembre el nou estatut fou discutit a l'Assemblea Nacional Francesa, i votaren 309 a favor i 263 en contra, i al Senat 286 a favor contra 2581. S'arribaria a una solució de compromís inintel·ligible: el poble cors existeix, però com a component del francès.
Des del 1991 les dues fraccions del FLNC iniciaren una guerra fratricida que acabà amb la mort violenta dels seus principals dirigents (com François Santoni). Per a les eleccions a l'Assemblea de Còrsega de 1992 la UN va promoure la coalició Corsica Nazione, dirigida per Jean-Guy Talamoni, que va obtenir 21.882 vots (el 16,85%) i 9 escons, mentre el Moviment per l'Autodeterminació, dirigit per Alain Orsoni, va obtenir 10.360 vots (el 7,98%) i 4 escons, un èxit sense precedents. El FLNC intenta aproximar-se políticament a l'ACN, però apareix el nou grup Resistenza. A les eleccions legislatives del 1993 Corsica Nazione va obtenir el 13,4% dels vots, mentre el MPA va obtenir el 5,9% i l'ANC de Pierre Poggioli va treure l'1,7%. Les Jornades Internacionals de Corte esdevenen des d'aleshores un referent i punt de reunió dels diferents grups nacionalistes d'arreu de França.
En aquest ambient, el 1996 François Santoni s'entregà a la policia i va iniciar un procés negociador amb el govern francès, però això no va aturar els enfrontaments interns entre nacionalistes. El 15 d'octubre del 1997 es publica l'informe de Gerard Bougrier, prefecte de policia de Còrsega, amb una llista d'objectius a investigar pel control fiscal pel ministeri de finances, acusats d'enriquir-se amb mètodes mafiosos, i que esquitxaren a molts polítics locals i que foren el detonant de l'assassinat del prefecte Claude Érignac el febrer de 1998, reivindicat pel grup Sanpieru. Es produeixen 5.000 interrogatoris i 2.300 detencions (entre ells l'escriptor Gabriel-Xavier Culioli), però gairebé tots foren alliberats pel jutge Brugière. Foren detinguts 13 dirigents nacionalistes, entre ells Marcel Lorenzoni, però finalment en fou detingut i jutjat Yvan Colonna.
A les eleccions a l'Assemblea de Còrsega de 1998 els nacionalistes corsos es presentaren dividits, ja que UPC, Uniti, U Rinnovu i Manca Naziunale es presentaren per separat, cosa que va minvar la seva representació (només 5 escons per a Corsica Nazione). Les eleccions foren anul·lades per les irregularitats que s'hi van cometre i es van repetir el 14 de març de 1999: aquest cop Corsica Nazione va obtenir el 16,7% dels vots i 8 escons.

## El procés de Matignon
El 4 de desembre de 1999 Lionel Jospin es reuní a Ajaccio amb 27 dirigents corsos, entre ells els caps de Corsica Nazione Jean-Guy Talamoni i Paul Quastana. Aquest encontre es repetiria el dia 13 de desembre al Palau de Matignon, tot obrint així una nova etapa de diàleg amb les forces corses, que havien de presentar propostes de solució del conflicte. Com a resultat, el 24 de desembre els cinc grups armats (FLNC-Canal Històric, FLNC-Canal Habitual o 5 de Maig, Resistenza, Fronte Ribellu i Clandestinu) decideixen reunir-se sota les sigles FLNC i declarar una treva indefinida que podria esdevenir definitiva si el govern francès satisfà algunes de llurs reivindicacions, sobretot pel que fa a la cooficialitat de la llengua corsa i el reconeixement oficial del "poble cors". El 14 de gener del 2000 es fa una tercera reunió a Ajaccio, on fou aparcada la proposta de reforma constitucional i es dedicaren durant sis hors a tractar de la manca d'equipaments, de la simplificació administrativa, de les transferències estat-regió i de la supressió dels dos departaments en què es divideix l'illa. El 6 d'abril Jospin rep novament al palau de Matignon a una delegació dels líders corsos, als quals descarta la possibilitat de celebrar un referèndum sobre el futur estatut de l'illa mentre no es posin d'acord entre ells. Finalment, a primers d'agost, es publica un text elaborat pel govern Jospin i votat per l'Assemblea de Còrsega.
Però s'accentuen els enfrontaments entre els grups clandestins. Jean-Michel Rossi és assassinat el 8 d'agost de 2000. El 17 d'agost del 2001 ho és François Santoni, ara cap del nou partit Presenza Naziunale.
El 22 de maig del 2001 l'Assemblea Nacional Francesa va aprovar en primera lectura el projecte de llei sobre Còrsega, per 287 vots a favor, 217 en contra i 53 abstencions (PCF). El projecte concedeix poder d'adaptació de les lleis i reglaments a l'Assemblea de Còrsega, sota el control del Parlament, preveu la generalització de l'ensenyament de la llengua corsa a les escoles maternals i elementals, i permet a l'Assemblea elaborar un pla de desenvolupament derogant la llei litoral, que protegeix la urbanització de les costes franceses, una previsió de caràcter fiscal que preveu substituir el sistema de zona franca en vigor des del 1996, i l'exoneració del pagament de drets de successió, així com d'altres competències. El 14 de novembre de 2003 el Front d'Alliberament Nacional Cors-Unió dels Combatents (FLNC-UC) anuncia unilateralment una treva sense condicions al marge de qualsevol negociació amb França.
A les eleccions a l'Assemblea de Còrsega de 2004 Unione Naziunale, coalició impulsada per Corsica Nazione, va obtenir  24 652 vots (17,34%) i 8 escons.

## Grups nacionalistes corsos
- Corsica Nazione
- Partit de la Nació Corsa
- Inseme pè a Corsica
- Front d'Alliberament Nacional de Còrsega
- FLNC UC
- FLNC del 22 d'octubre
- FLNC-Canal Habitual
- FLNC-Canal Històric
- A Manca Naziunale
- Accolta Naziunale Corsa
- A Cuncolta Naziunalista
- Unione di u Populu Corsu
- Resistenza
- FLNC del 5 de maig
- Ghjuventù Indipendentista
- Ghjuventù Paolina
- Presenza Naziunale
- Sindicat dels Treballadors Corsos (STC)
- Clandestini Corsi
- Jornades Internacionals de Corte